# Parafia Narodzenia św. Jana Chrzciciela w Lanckoronie
Parafia Narodzenia św. Jana Chrzciciela w Lanckoronie – rzymskokatolicka parafia archidiecezji krakowskiej Kościoła katolickiego obrządku łacińskiego wchodząca w skład dekanatu Kalwaria.

## Kościół parafialny
Kościołem parafialnym parafii jest Kościół Narodzenia św. Jana Chrzciciela w Lanckoronie, znajdujący się w centrum wsi 50 metrów od rynku.
Kościół wybudowany około 1336. Fundatorem kościoła był Kazimierz Wielki. Z ówczesnego gotyckiego kościoła zachowane są tylko mury magistralne z przyporami, gdyż był on przebudowywany w XVI i XIX wieku. Od północy do nawy przylega kaplica Matki Bożej Różańcowej z barokowym ołtarzem z początku XVIII w. W ołtarzu umieszczony jest obraz Matki Bożej z dziecięciem zwany Matką Boską Lanckorońską. W nawie głównej znajduje się wczesnobarokowy ołtarz główny z obrazem „Chrzest Chrystusa” z połowy XVIII wieku.

## Historia
Parafia została erygowana w około 1366. Ziemie nowej parafii zostały wydzielone z parafii Izdebnik. W 1982 r. z południowych obszarów parafii Lanckorona została oddzielona nowa parafia w Skawinkach.

## Współcześnie
Parafia składa się ze wsi Lanckorona i Jastrzębia (2300 wiernych).
Od lipca 2008 proboszczem parafii jest ksiądz Jan Bobrek.